# Luina
Luina là một chi thực vật có hoa trong họ Cúc (Asteraceae).

## Loài
Chi Luina gồm các loài: